# Un carré pour un square
Un carré pour un square est une œuvre de l'artiste français Jean-Max Albert située Place Fréhel, à Paris, en France et créée en 1988.

## Description
L'œuvre prend la forme du tracé d’un carré vu en perspective. Celui-ci vient s’inscrire sur le site de la place Fréhel selon un procédé de mise en coïncidence visuelle (anamorphose).
Il est constitué par un ensemble de lignes qui se déploient sur toute la surface de la place (18 x 25 mètres ). Ces lignes sont formées d'étroites plaques de marbre de Carrare imbriquées dans les murs des immeubles riverains. Un muret en maçonnerie a été créé le long de la rue de Belleville ainsi qu'un pilier de pierre de taille destiné à former l’ange gauche du « carré ». Les vestiges d'une ancienne construction ont été préservés et servent aussi de support au dessin du carré virtuel.
Le sol est recouvert d'un enrobé incrusté de fines lignes d'acier qui convergent vers un petit poteau situé sur le trottoir, au no 61 de la rue de Belleville. Celui-ci indique le « point de vue obligé » d'où le procédé de mise en coïncidence visuelle fait apparaître le carré qui s'inscrit dans l'espace du square. Le mobilier urbain qui s’interposait a été déplacé.
Avec la curiosité liée au phénomène d'anamorphose, ce dispositif structure la dent creuse que représente la place et relie les œuvres présentes de Marie Bourget, de Jean Le Gac et de Ben,,.

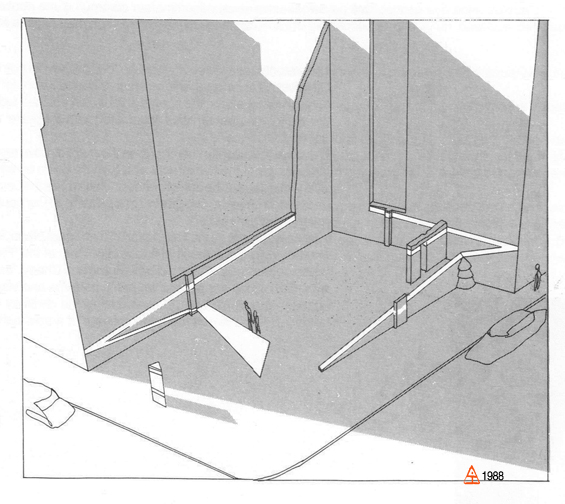
Un carré pour un square, dessin du projet 1988

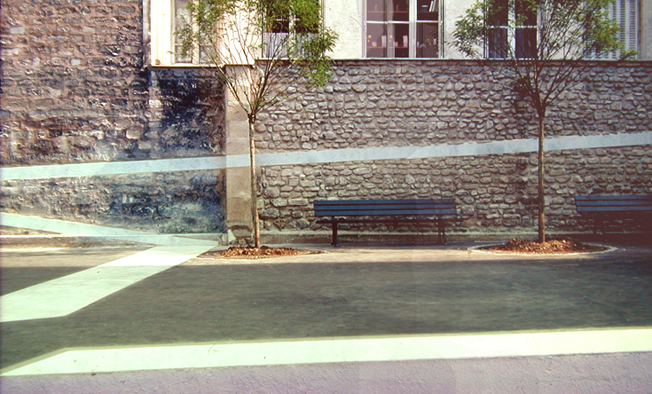
Un carré pour un square vue latérale,
en 1988

Du fait de la végétation, l'œuvre est de nos jours difficile à deviner.

## Galerie

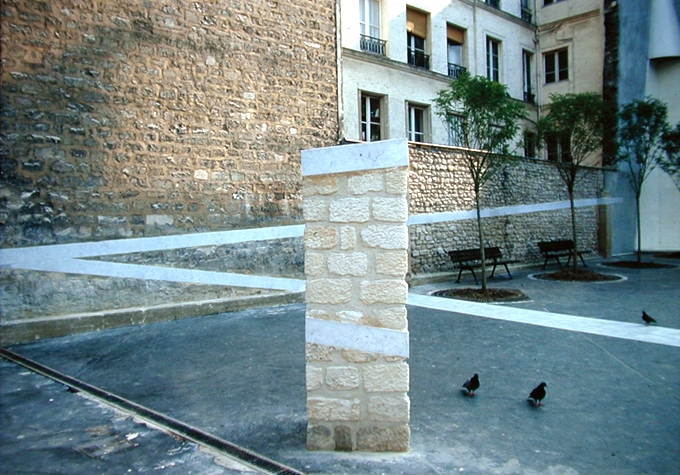
Un carré pour un square, pilier de jonction.
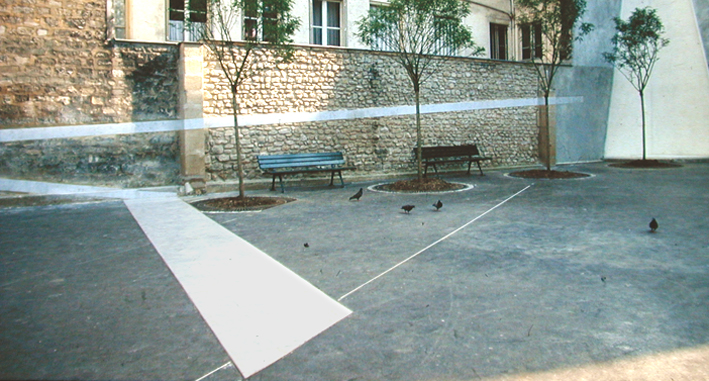
Un carré pour un square, perspective au sol.
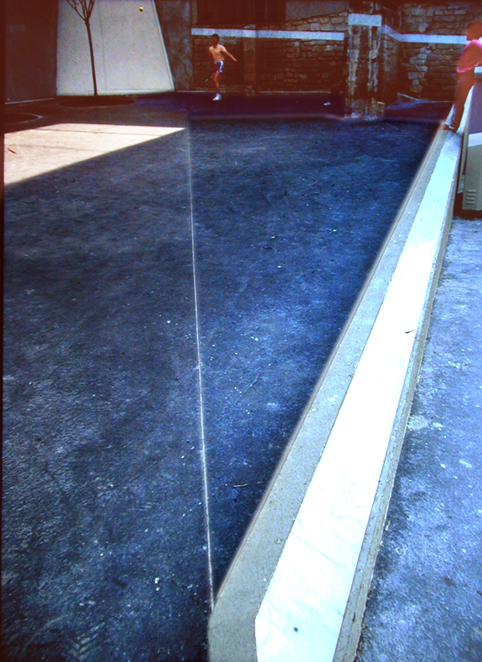
Un carré pour un square, lignes de fuite.
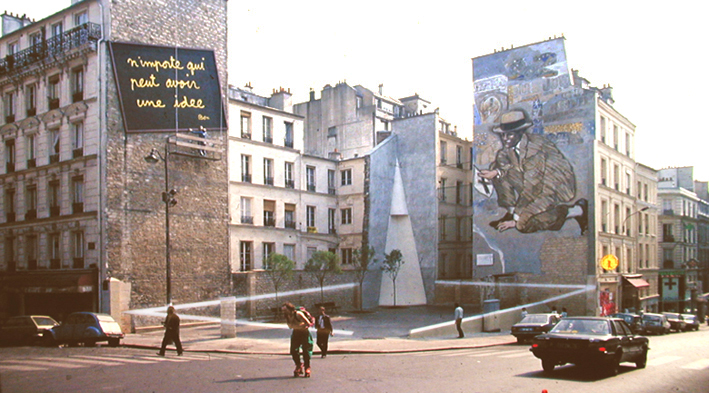
Un carré pour un square, vue d'ensemble.

## Localisation
L'œuvre est construite sur les murs des immeubles de la place Fréhel, à l'intersection de la rue de Belleville et de la rue Julien-Lacroix dans le 20e arrondissement de Paris. La place compte trois autres œuvres d'art : un cône de Marie Bourget, Rendez-vous à l’angle des rues de Belleville et Julien Lacroix de Jean Le Gac et Il faut se méfier des mots de Ben.

## Artiste
Jean-Max Albert (né en 1942) est un artiste français.